# Adobe OnLocation
Adobe OnLocation (in precedenza Serious Magic DV Rack) è un software di direct-to-disk recording e monitoraggio. Supporta l'aggiunta di metadata per la registrazione dei contenuti.
Originariamente sviluppato dall'azienda Serious Magic Inc. nel settembre 2004, fu acquistato da Adobe nel 2006. Adobe OnLocation non è disponibile come un prodotto separato e può essere ottenuto solamente con l'acquisto di Adobe Premiere Pro CS5, Adobe Production Premium CS5, oppure Adobe Master Collection CS5. Partito con la versione CS4, OnLocation è disponibile sia per i computer con sistema operativo Windows sia per quelli basati su Intel Macintosh che utilizzano Mac OS X; le precedenti versioni erano disponibili solamente per Windows.